# George Robert Gray

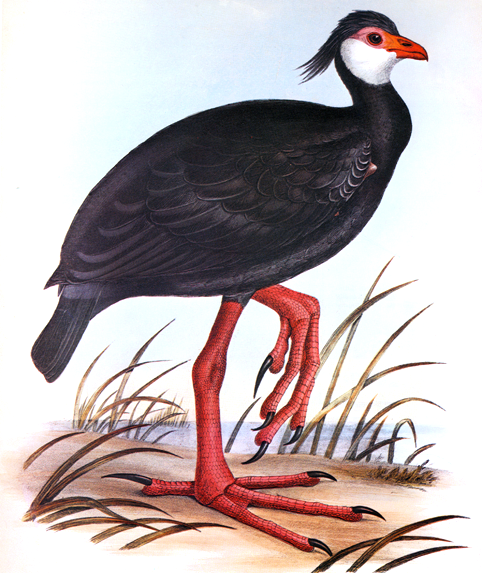
Chauna chavaria. Planxa de Genera of Birds

George Robert Gray FRS (Londres, 8 de juliol de 1808 – Londres, 6 de maig de 1872) va ser un zoòleg anglès i el cap de la secció ornitològica del Museu Britànic de Londres durant 41 anys. Era germà del zoòleg John Edward Gray i el fill del botànic Samuel Frederick Gray.
L'obra més important de George Gray va ser Genera of Birds (1844–49), il·lustrada per David William Mitchell i Joseph Wolf, la qual inclou 46.000 referències.

## Biografia

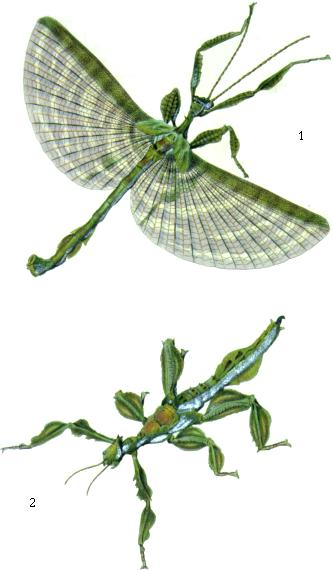
Planxa 8 de la monografia del gènere Phasma, que mostra Extatosoma tiaratum

Nasqué a Little Chelsea, Londres essent fill del naturalista Samuel Frederick Gray, i d'Elizabeth (de nom de soltera Forfeit). Va ser educat a Merchant Taylor's School.
Gray va actuar com ajudant de zoologia al British Museum des de l'any 1831.
Va catalogar insectes i va publicar una Entomology of Australia (1833), també va contribuir en l'edició en anglès de l'obra de Georges Cuvier que es va dir Animal Kingdom. Gray va descriure moltes espècies dels Lepidoptera.
El 1833, va fundar la que seria la Royal Entomological Society of London.
La descripció original de Locustella fasciolatao de Gray, va aparèixer el 1860. L'espècimen va ser recollit per Alfred Russel Wallace a les Moluques.

## Obres
- The Entomology of Australia, in a series of Monographs. Part I. The Monograph of the Genus Phasma. London.
- 1831 The Zoological Miscellany Zool. Miscell. (1): [1] 1–40
- 1846 Descriptions and Figures of some new Lepidopterous Insects chiefly from Nepal. London, Longman, Brown, Green, and Longmans.
- 1852 Catalogue of Lepidopterous Insects in the British Museum. Part 1. Papilionidae. [1853 Jan], "1852" iii + 84pp., 13pls.
- 1871 A fasciculus of the Birds of China. London, Taylor and Francis.
- with Richard Bowdler Sharpe, The Zoology of the Voyage of HMS Erebus & HMS Terror. Birds of New Zealand., 1875. The revised edition of Gray (1846) (1875).

Abreviació com zoòleg: G. R. Gray